# Mandy Bright
Mandy Bright (* 12. April 1978 als Mónika Kóti in Budapest, Ungarn) ist eine ehemalige ungarische Pornodarstellerin.
2001 debütierte sie im Alter von 22 Jahren im Film Christoph Clark’s Beautiful Girls 4 und wirkte danach in über 200 Pornofilmen mit. Bright drehte für die meisten der größeren Produktionsfirmen, unterzeichnete aber bei keiner von ihnen einen Exklusivvertrag.
2004 hatte sie unter ihrem bürgerlichen Namen Mónika Kóti in der Komödie Mix von Steven Lovy ihren einzigen Schauspielauftritt in einem Mainstream-Film.
Bright erhielt 2004 den AVN Award in der Kategorie „Female Foreign Performer of the Year“ und war auch in den Jahren 2005 und 2007 in dieser Kategorie nominiert. Als Regisseurin drehte sie unter anderem Hell’s Angels (ihr Regie-Debüt), Phetish Fantasy, Phetish Fantasy 2 (2006 für einen AVN Award in der Kategorie „Best Director – Foreign Release“ nominiert) und Phetish Fantasy 3. 2009 wurde sie bei der Venus in Berlin mit dem Erotixxx Award als beste internationale Darstellerin ausgezeichnet. Ihr Abschlusswerk als Darstellerin vertraute sie dem Noir-Film-Regisseur Allegro Swing an. Der entstandene Noir-Erotik-Thriller mit Mandy Bright in der Hauptrolle „Mona Fiesa“ wurde auszugsweise bei ihrer Award-Übergabe gezeigt.
2010 beendete sie ihre Darstellerkarriere und agiert nur noch als Regisseurin.